# Wahlenbergia calycina
Wahlenbergia calycina är en klockväxtart som beskrevs av Diederich Franz Leonhard von Schlechtendal och August Heinrich Rudolf Grisebach. Wahlenbergia calycina ingår i släktet Wahlenbergia och familjen klockväxter. Inga underarter finns listade i Catalogue of Life.